# Липско
Лѝпско (на полски: Lipsko) е град в Източна Полша, Мазовско войводство. Административен център е на Липски окръг, както и на градско-селската Липска община. Заема площ от 15,70 км2. Към 2011 година населението му възлиза на 5 702 души.